# 馬利尤斯·費騰柏格
馬利尤斯·史坦尼斯瓦夫·費騰柏格（波蘭語：Mariusz Stanisław Fyrstenberg，1980年7月8日—），波蘭男子職業網球運動員（2001年—），比較擅長雙打，從2003年開始與同胞馬辛·麥考斯基共同參加雙打比賽。
費騰柏格與麥考斯基共同入圍2006年網球大師盃賽，又在2006年澳洲公開賽打入四強，創造最佳的成績。2010年，他們又再創佳績，在法國公開賽打進八強與在美國公開賽打進四強，這樣的表現讓他們再進入世界巡迴總決賽。

## 外部連結
- 馬利尤斯·費騰柏格（英文/西班牙文）的官方資料
- 馬利尤斯·費騰柏格的國際網球總會 職業／青少年 官方資料（英文）
- 馬利尤斯·費騰柏格的官方資料（英文）